# Чепо (футбольный клуб)
«ФК Чепо» (исп. Chepo Fútbol Club) — бывший панамский футбольный клуб из города Панама, столицы страны. До 2016 года выступал в Панамской футбольной лиге, главной по уровню в системе футбольных лиг Панамы. Домашние матчи команда проводила на стадионе «Оскар Суман Каррильо», вмещающем около 3 000 зрителей.

## История
Футбольный клуб «Чепо» был основан в 1999 году под названием Proyecto 2000 с целью сбора молодых игроков со всей страны для создания команды, способной пробиться в элиту панамского футбола. В 2000 году клуб сменил своё название на нынешнее. В 2003 году команда выступала уже в Примере А, втором уровне в системе футбольных лиг Панамы. В 2006 году «Чепо» выиграл лигу и впервые в своей истории вышел в Панамскую футбольную лигу. Там «Чепо» сумел закрепиться и в первые годы играл роль середняка, изредка выходя в финальную фазу, где не мог преодолеть полуфинальную стадию. Приходилось клубу также бороться и за выживание.
В Клаусуре 2012 «Чепо» впервые преодолел полуфинальную стадию, оказавшись сильнее «Арабе Унидо» благодаря единственному голу в двух встречах, забитым с пенальти колумбийцем Кристианом Бангерой. В финале «Чепо» уступил «Тауро» со счёт 1:2. В Апертуре 2012 «Чепо» вновь вышел в финал чемпионата, разобравшись в полуфинале с «Рио-Абахо». В решающем поединке «Чепо» был разгромлен «Арабе Унидо» со счётом 1:4.
«Чепо» известен тем, что воспитал многих игроков, впоследствии ставших известными на местном уровне и игроками национальной сборной: Армандо Гана, Габриэля Торреса, Эдуардо Хименеса, Хосе Кальдерона, Романа Торреса и других.
В середине 2016 года из-за проблем финансирования клуб был расформирован.

## Достижения
- Финалист чемпионата Панамы (2): Кл. 2012, Ап. 2012.